# Earl of Atholl

Historisches Wappen des Earldoms of Atholl

Wappen des aktuellen Earls und Dukes of Atholl

Earl of Atholl (auch Earl of Athole) ist ein erblicher britischer Adelstitel, der mehrmals in der Peerage of Scotland verliehen wurde. Seit 1703 ist das Earldom ein nachgeordneter Titel des Duke of Atholl.
Als im 13. Jahrhundert die keltische Linie der Earls of Atholl ausstarb, ging sie an die Strathbogie-Dynastie über und wechselte in den folgenden Jahrhunderten mehrfach, bis sie 1457 dem Halbbruder König Jakobs II., John Stewart, als dem Stammvater des heutigen Hauses Atholl verliehen wurde. Nach dem Tod des 5. Earls der Stewart-Linie ging der Titel des Earls of Atholl auf den Sohn der Erbin, John Murray, Master of Tullibardine, über. Im Bürgerkrieg stand John Murray auf der Seite Karls I. Blair Castle wurde 1652 von Cromwell erobert.

## Liste der Earls of Atholl

### Frühe Mormaers/Earls of Atholl
- Dubdon (fl. 960er)
- Duncan II. MacDonachadh (970er – 1010)
- Crínán († 1045)
- Máel Muire (fl. 1130er)
- Matad, 1. Earl of Atholl († zwischen 1139 und 1159)
- Malcolm, 2. Earl of Atholl († um 1197)
- Henry, 3. Earl of Atholl († um 1200)
- Isabella, Countess of Atholl; ⚭ Thomas of Galloway († 1231)
- Patrick, 5. Earl of Atholl († 1241)
- Forbhlaith, Countess of Atholl; ⚭ David Hastings
- Ada, Countess of Atholl († 1264); ⚭ John de Strathbogie
- David I. of Strathbogie, Earl of Atholl († 1270)
- John of Strathbogie, 9. Earl of Atholl († 1306) (Titel verwirkt 1306)
- David Strathbogie, 10. Earl of Atholl († 1326) (Titel wiederhergestellt 1307; Titel verwirkt 1314)
  - David III Strathbogie, Titular-Earl of Atholl († 1335)
  - David IV Strathbogie, Titular-Earl of Atholl († 1369)

### Earls of Atholl (1306)
- Ralph de Monthermer, 1. Earl of Atholl († 1325) (Titelverzicht 1307)

### Earls of Atholl (nach 1323)
- John Campbell, Earl of Atholl († 1333)

### Earls of Atholl (1341)
- William Douglas, 1. Earl of Atholl († 1353) (Titelverzicht um 1342)

### Earls of Atholl (1342)
- Robert Stewart, 1. Earl of Atholl (1316–1390) (Titelverzicht 1367)

### Earls of Atholl (1398)
- David Stewart, 1. Duke of Rothesay, 1. Earl of Atholl († 1402)

### Earls of Atholl (1403)
- Robert Stewart, 1. Duke of Albany, 1. Earl of Atholl (1340–1420) (Titel erloschen 1406)

### Earls of Atholl (1404)
- Walter Stewart, 1. Earl of Atholl († 1437) (Titel verwirkt 1437)

### Earls of Atholl (1457)
- John Stewart, 1. Earl of Atholl (1440–1512)
- John Stewart, 2. Earl of Atholl († 1521)
- John Stewart, 3. Earl of Atholl (1507–1542)
- John Stewart, 4. Earl of Atholl († 1579)
- John Stewart, 5. Earl of Atholl (1563–1595)

### Earls of Atholl (1596)
- John Stewart, 1. Earl of Atholl (1566–1603)
- James Stewart, 2. Earl of Atholl († 1625)

### Earls of Atholl (1629)
- John Murray, 1. Earl of Atholl († 1642)
- John Murray, 1. Marquess of Atholl, 2. Earl of Atholl (1631–1703)
- John Murray, 1. Duke of Atholl, 3. Earl of Atholl (1660–1724)
- James Murray, 2. Duke of Atholl, 4. Earl of Atholl (1690–1764)
- John Murray, 3. Duke of Atholl, 5. Earl of Atholl (1729–1774)
- John Murray, 4. Duke of Atholl, 6. Earl of Atholl (1755–1830)
- John Murray, 5. Duke of Atholl, 7. Earl of Atholl (1778–1846)
- George Murray, 6. Duke of Atholl, 8. Earl of Atholl (1814–1864)
- John Stewart-Murray, 7. Duke of Atholl, 9. Earl of Atholl (1840–1917)
- John Stewart-Murray, 8. Duke of Atholl, 10. Earl of Atholl (1871–1942)
- James Stewart-Murray, 9. Duke of Atholl, 11. Earl of Atholl (1879–1957)
- George Murray, 10. Duke of Atholl, 12. Earl of Atholl (1931–1996)
- John Murray, 11. Duke of Atholl, 13. Earl of Atholl (1929–2012)
- Bruce Murray, 12. Duke of Atholl, 14. Earl of Atholl (* 1960)

Titelerbe (Heir apparent) ist der älteste Sohn des aktuellen Titelinhabers Michael Murray, Marquess of Tullibardine (* 1985).